# Nexgen NX586
Le Nexgen NX586 est un microprocesseur introduit en 1994 par la société NexGen. C'est le premier processeur tentant de concurrencer directement le  Pentium d'Intel, avec ses modèles NX568-P80 et P90.

## Histoire
Le NexGen NX586 est introduit en 1994. Il est le premier processeur à tenter de concurrencer directement le  Pentium d'Intel, avec ses modèles NX568-P80 et P90,,.
Contrairement aux puces d'AMD et de Cyrix, le NX586 n'était pas compatible au niveau des broches avec le Pentium ou tout autre processeur Intel et nécessitait sa propre carte mère et son propre jeu de puces basés sur NxVL. 
En terme d'efficacité, le NX586 était plus performant que le Pentium à fréquence égale, de sorte que le P80 fonctionnait à 75 MHz et le P90 à 84 MHz. Cependant NexGen a rencontré des difficultés à maintenir cette performance relative au Pentium, car il mesurait sa performance par rapport à un Pentium utilisant un jeu de puces précoce.
En 1995, AMD a acquis NexGen lorsque le processeur K5 d'AMD n'a pas répondu aux attentes en termes de performance et de vente. La technologie du NX586 forme la plateforme d’architecture pour tous les microprocesseurs actuels d’AMD.

## Architecture

### Unités d'exécution et décodage
Le NX586 possède trois unités d'exécution, un cœur superscalaire  à trois voies et la capacité de décoder une seule instruction x86 par cycle d'horloge,,.

### Bus de cache L2 dédié
NexGen utilise un bus de cache L2 dédié et un contrôleur L2 intégré, une fonctionnalité qu'Intel n’a pas intégrée avant le Pentium Pro. Le NX586 dispose de 256 ko de cache L2.

### Coprocesseur mathématique
Le NX586 ne comportait pas de coprocesseur mathématique intégré, contrairement au Pentium. Une fonctionnalité optionnelle, le Nx587, fournissait cette fonctionnalité.

## Galeries

Puce du Nx586
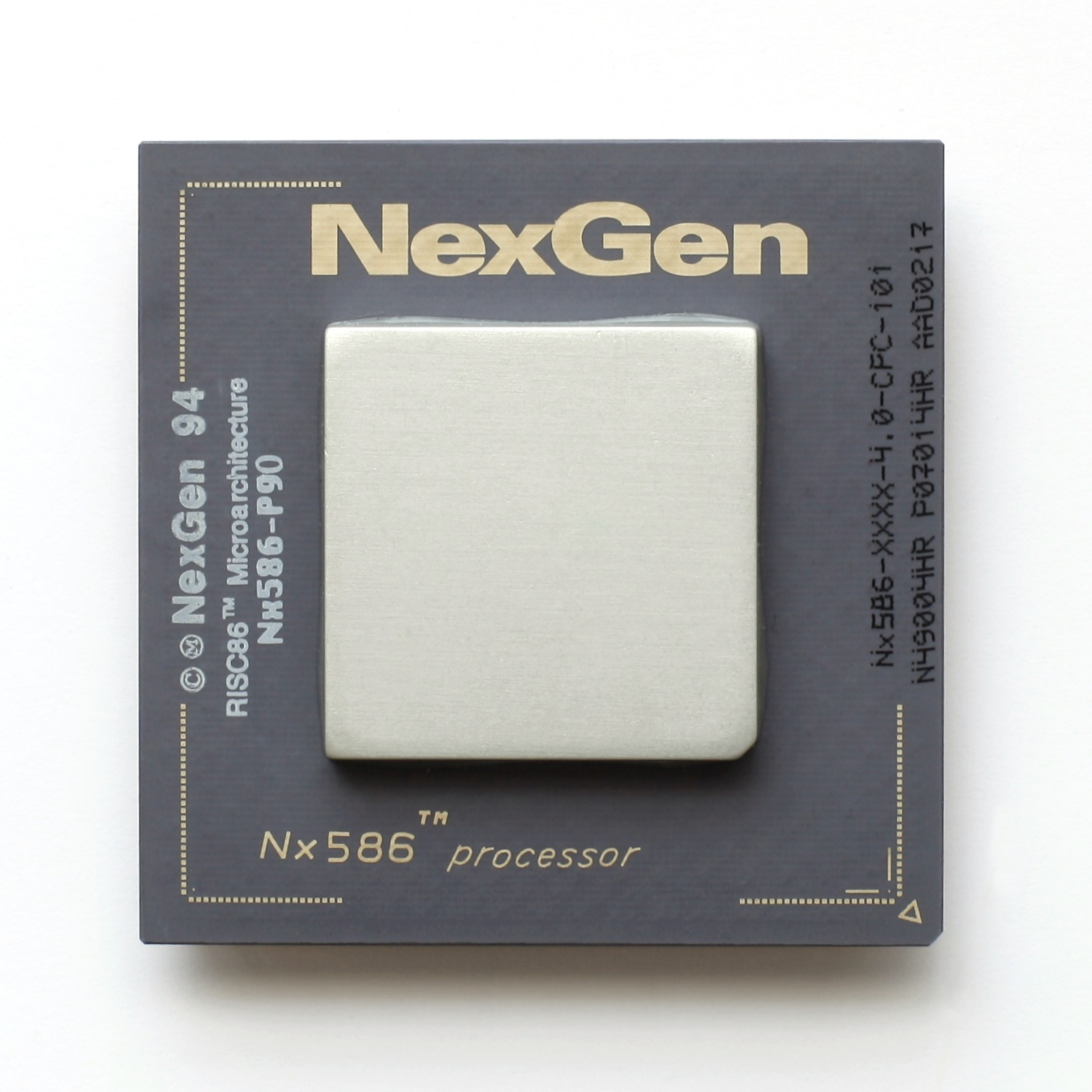
NexGen Nx586-P90
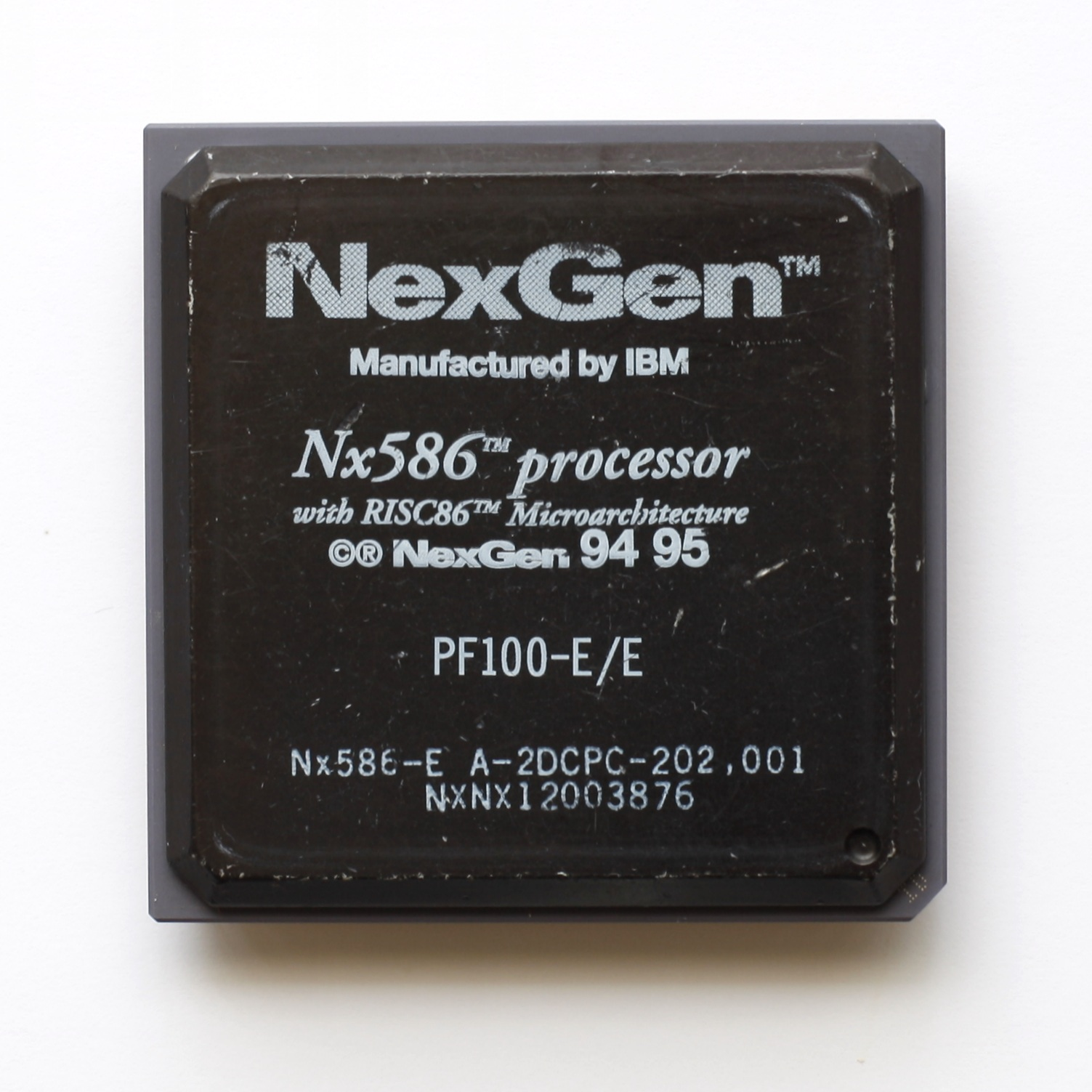
NexGen Nx586PF-P100
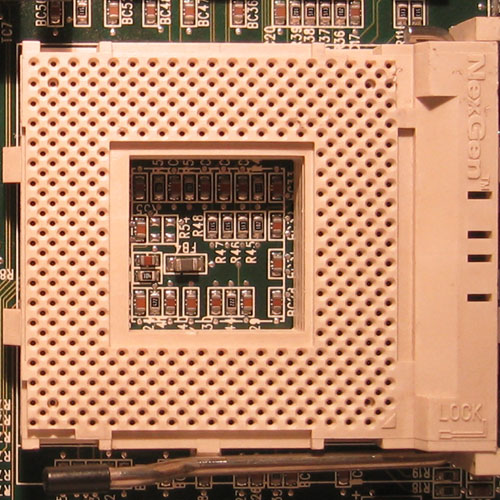
Socket SPGA463